# La Guerra de los Antartes
La Guerra de los Antartes es una serie argentina de historieta de ciencia ficción con guion de Héctor Germán Oesterheld y dibujos de León Napoo y Gustavo Trigo. Relata la historia de una invasión extraterrestre desde un punto de vista antiimperialista.

## Historia editorial
La primera versión de la historieta se publicó en la revista 2001, con 16 páginas mensuales entre mayo de 1970 y febrero de 1971. En esta etapa contaba con las ilustraciones de León Napoo (seudónimo de Antonio Mongiello Ricci) con un estilo experimental influido por el Pop, fondos abstractos donde predominan figuras circulares y con una notoria influencia de Hugo Pratt en el  rostro de los personajes.
Allá por el 2010, el escritor y dibujante Felipe Ávila se contactó con el editor Javier Doeyo para entregarle una compilación de esta historieta con la propuesta de que se editase una primera versión en formato de libro. Doeyo obtuvo la autorización de los herederos de Oesterheld y del mismo León Napoo, y en el 2012 empezó la producción del libro. Pero problemas de la editorial impidieron la publicación hasta el 2020. Los guiones originales contaban con once capítulos, pero en la edición de 1970-1971 sólo se publicaron diez, de dieciséis páginas cada uno. Fueron eliminadas doce páginas del capítulo 10 y cuatro del capítulo 11 para fusionarlos en uno. Los herederos de Oesterheld facilitaron los guiones originales al investigador Mariano Chinelli. León Napoó rechazó la propuesta de dibujar las páginas faltantes, y en la edición en formato de libro se publicaron las páginas realizadas intercalando los fragmentos del guion correspondientes a las que faltaron, con apoyos visuales tomados de otros cuadros de la historia. Sin embargo, la página 16 del capítulo 10 nunca se encontró.
Hubo una segunda versión, aunque inconclusa, que se publicó en el diario Noticias (no confundir con la revista homónima) con dos tiras diarias desde el 22 de febrero de 1974. El dibujante en este caso fue Gustavo Trigo, quien le brindó a la historieta la impronta de un dibujo realista y expresivo con grandes onomatopeyas. Oesterheld era en ese momento jefe de prensa Montoneros, y la propia publicación mantenía una línea editorial cercana a dicho movimiento. La publicación fue precedida por una serie de avisos publicitarios. Oesterheld firmó la segunda versión con el seudónimo de Francisco G. Vázquez. La publicación finalizó abruptamente junto con el cierre del diario, clausurado el 3 de agosto de dicho año por un decreto de la presidenta María Estela Martínez de Perón y desalojado por la policía. La identificación del diario Noticias con Montoneros llevó a que muchos ejemplares fueran destruidos, y este hecho provocó que la historieta fuera difícil de recuperar. La versión de 1974 finalmente fue compilada y reeditada en forma de libro por la editorial Colihue en 1998.

## Argumento de la versión de 1970
¡Guerra de los Antartes! está situada, en su contexto inicial, en una versión utópica de la Argentina, coherente con la visión política de los sectores de izquierda del peronismo con los cuales Héctor Germán Oesterheld simpatizaba en el momento en que escribió dicho trabajo.
La historia, relatada en su primer capítulo por un narrador omnisciente, comienza en una base de la Antártida Argentina, de la cual deja de llegar información. Se envían exploradores y se encuentra a los científicos del lugar “seccionados en dos”. Al instante, un ovni ataca a los recién llegados. Los invasores pronto establecen una gran base en la Antártida, y las grandes potencias la atacan con todos los armamentos disponibles. Sin embargo, todos los embates resultan inútiles: una invisible coraza de ondas electromagnéticas protege a la base. Los invasores, entonces, intervienen todos los medios de comunicación globales y demandan la “rendición incondicional” del planeta. Ante la falta de una respuesta inmediata, las ciudades de Dallas, en Estados Unidos, y Smolensk, en Rusia son desintegradas.
Se formula entonces un nuevo ultimátum: si el planeta no se rinde, se destruirían las ciudades de Chicago, Boston, Kratos y Leningrado. Esta vez sí se firma la rendición. Los extraterrestres (que se hacen llamar "Antartes") ordenan a todos los presidentes acudir a Stonehenge, “una ruina prehistórica” ubicada al sur de Inglaterra, en donde se dan a conocer las condiciones impuestas. Los Antartes ofrecen trabajar junto a la humanidad, compartiendo su tecnología y generando riqueza y bienestar, a cambio de lo cual demandan que toda Sudamérica les sea entregada. Los representantes de Estados Unidos y Rusia acceden a dichas condiciones. Desde Venezuela al Cabo de Hornos termina siendo territorio antarte.
A partir del segundo capítulo, la historia, que pasa a transcurrir en la Argentina, es relatada por Mateo Rivas, salvo en el momento en que el director Supremo del país, Eleuterio Medina, conocido como el Chango, en primera persona, le declara la guerra a los invasores y es asesinado. De este modo, luego de masacrar a la gente que en Plaza de Mayo clamaba por el Chango, los Antartes ejercen el poder y muestran sus verdaderas intenciones: mediante métodos de hipnotismo llamado “Taller mental”, buscan esclavizar a los humanos, los que son reunidos en estadios de fútbol.
Junto a Mateo, su hijo Lucas; el veterano Landi; Borel, perito en comunicaciones; el artesano Guzmán, Zelaski, experto en computadoras y el joven Pardo, deciden hacerle frente al invasor. Cuando, con la ayuda de Pru, un antarte pacifista, intentan atacar la base extraterrestre, Mateo, Lucas y Landi son capturados y llevados a la nave madre. Allí conocen a Konkur, el jefe de la invasión, quien ordena “torturarles el alma” a Mateo y sus amigos. Pero, en ese momento, los prisioneros son liberados por una orden telepática transmitida por los llamados Ultros, antiguos enemigos de los Antartes, Esa es la oportunidad que aprovechan Lucas y Mateo para eliminar a Konkur y a todos los tripulantes de la nave. Finalmente, los Ultros eliminan la base Antarte y reconstruyen al planeta.

## Argumento de la versión de 1974
La guerra de los Antartes (en esta segunda versión con el artículo “la” en su título) es similar a la historieta de 1970 en cuanto a la anécdota, pero difiere sustancialmente en el fondo. Ya no es una historia de ciencia ficción, sino que lo fundamental es el planteamiento político donde la postura antiimperialista es más evidente: las grandes potencias llegan a bombardear Zaire porque sus gobernantes proponían un plan de resistencia contra los invasores. Por sobre las actitudes de los extraterrestres, lo que se exhibe en la historieta son las reacciones humanas ante la invasión.
Aquí el narrador de los sucesos producidos en la Antártida es el aviador Sabino Torres. Y una vez que la aventura se traslada a Buenos Aires, es su padre, Mateo Torres, quien asume ese rol.
La radicalización política de Oesterheld en el momento de escribir el guion de La guerra de los Antartes, se refleja en un mensaje que transmite la radio sobre casi el final de la historieta: “Los Antartes quieren el control político de todo el continente. Para afianzarse militarmente aplastaron toda posible resistencia y ya empezaron a desmantelar el maravilloso mundo nuevo que en países como Argentina, Cuba y Perú se estaba terminando de forjar. El incontenible avance de estos países hacia el socialismo ha sido frenado de un golpe. ¿Cómo lo han conseguido? Muy sencillo. El asesinato en masa de políticos, militares, hombres de ciencia, que precedió a la invasión no ha sido un ataque a ciegas. Ningún político, militar o intelectual de la derecha, ningún reaccionario ha sufrido ataque alguno”.
Salvo esta filtración, la radio sólo transmite un mensaje de los invasores que, como una letanía, se repite una y otra vez a lo largo de la segunda mitad de la historieta: “Cordura terrestre, magnanimidad Antarte”.
Esa parte de la historia transcurre en una Buenos Aires cercada por los patrulleros antartes (vehículos voladores con enormes pinzas) que se ocupan de secuestrar a los rebeldes. En un momento, el grupo de la resistencia descubre que los Antartes, a través de la emisión de ondas, logran identificar los sentimientos hostiles de las personas, y Marcos, uno de los protagonistas, empieza a construir vinchas de aluminio con las cuales lograba interceptar esas ondas.
La historia queda inconclusa por las circunstancias descritas con anterioridad.